# Zespół wycieńczenia matczynego
Zespół wycieńczenia matczynego (ang. maternal depletion syndrome) – grupa niekorzystnych czynników biologicznych i psychologicznych związanych z częstymi cyklami reprodukcyjnymi u kobiet.
Po raz pierwszy problem ten został opisany u mieszkanek Nowej Gwinei, ale może on dotyczyć wszystkich kobiet. W badaniach potwierdzono negatywny związek między liczbą dzieci i długością okresu karmienia piersią a kondycją fizyczną i stanem odżywienia kobiet w różnych populacjach.

## Negatywne czynniki biologiczne
- bardzo uboga dieta
- nadmierny wysiłek fizyczny
- liczne ciąże
- długotrwałe laktacje

## Negatywne czynniki psychologiczne
- stres